# Silo proximus
Silo proximus är en nattsländeart som beskrevs av Martynov 1913. Silo proximus ingår i släktet Silo och familjen grusrörsnattsländor. Inga underarter finns listade i Catalogue of Life.